# Andrei Prepeliță
Andrei Prepeliță (Slatina, 8 de dezembro de 1985) é um futebolista profissional romeno que atua como volante, atualmente defende o Ludogorets Razgrad.

## Carreira
Andrei Prepeliță fez parte do elenco da Seleção Romena de Futebol da Eurocopa de 2016.